# بسوسنس الثالث
بسوسنس الثالث كان كاهن آمون الأكبر في طيبة (976 – 943 ق.م) في نهاية الأسرة الحادية والعشرين. لا يُعرف الكثير عن هذه الشخصية؛ ويعتقد البعض أنه هو نفسه الملك بسوسنس الثاني. يظهر اسمه على وثيقة تم العثور عليها في خبيئة مومياوات الدير البحري، والتي تصفه بأنه ابن رئيس الكهنة باينجم الثاني. وهذا يجعله مرشحًا محتملاً ليكون بسوسنس الثاني، لأن باينجم الثاني توفي في السنة العاشرة من حكم سا آمون، الذي كان السلف المباشر لهذا الملك.